# 大野元裕
大野 元裕（おおの もとひろ、1963年〈昭和38年〉11月12日 - ）は、日本の外交官、政治家。埼玉県知事（第61・62代）。学位は修士（国際大学・1989年）。無所属。
参議院議員（2期）、財団法人中東調査会研究員、外務省国際情報局分析第二課専門分析員、在ヨルダン大使館一等書記官、在シリア大使館一等書記官、株式会社ゼネラルサービス取締役統轄本部本部長、財団法人中東調査会上席研究員、株式会社ゼネラルサービス専務取締役、内閣府大臣政務官、防衛大臣政務官などを歴任した。

## 来歴

### 生い立ち
埼玉県川口市生まれ。ライオンズクラブ国際理事や大野電機鋳造所社長を務めた大野元昭の長男として生まれる。
川口市立朝日東小学校、明治大学付属中野中学校、慶應義塾高等学校を経て、慶應義塾大学法学部政治学科卒業。国際大学国際関係学研究科（中東地域研究専攻）修士課程修了。1989年4月に外務省に入省し、在イラク日本大使館専門調査員。1990年より在アラブ首長国連邦日本大使館専門調査員。1993年から2年間、財団法人中東調査会研究員を務める。その後も外務省国際情報局分析二課専門分析員、在カタール日本大使館専門調査員、ヨルダン、シリアの日本大使館で書記官を務めた。また1989年から国際大学中東研究所非常勤研究員を務めたほか、東京大学教養学部、青山学院大学大学院でも非常勤講師、日本テレビのコメンテーターを務め、2005年より5年間、防衛省防衛戦略委員会委員。ニッポン放送のコメンテーターとしても活躍。

### 政界へ
2010年の第22回参議院議員通常選挙に民主党公認で埼玉県選挙区（定数3）から立候補。民主党は埼玉県選挙区で現職の島田智哉子と新人の大野の2人を擁立し、序盤では島田、自由民主党の関口昌一がトップ当選を争い、公明党の西田実仁、大野が追う展開だったが、大野が得票数3位で初当選。一方の島田は約1万票大野に及ばず、次点で落選した。
2011年8月26日、菅直人首相が民主党代表を辞任することを正式に表明。菅の辞任に伴う民主党代表選挙（8月29日実施）では鹿野道彦の推薦人に名を連ねた。
2012年10月1日、野田第3次改造内閣で内閣府大臣政務官に任命され、10月2日には防衛大臣政務官にも任命された。12月16日の第46回衆議院議員総選挙で民主党は議席を「231」から「57」に減らし、野田佳彦代表は同日夜、引責辞任を表明。野田の辞任に伴う民主党代表選挙（12月25日実施）では馬淵澄夫の推薦人に名を連ねた。
2015年1月の民主党代表選挙では、元幹事長の細野豪志の推薦人に名を連ねたが、細野は決選投票で岡田克也に敗れた。
2015年の埼玉県知事選挙に際し、埼玉県知事の任期を連続3期までとする多選自粛条例を自ら制定していた上田清司知事らが大野の擁立を模索し、一時は大野も知事選への立候補に意欲を示していたが、埼玉県内の自治体の首長らの支持が得られず、最終的に立候補を断念した。なお、知事選は多選自粛条例を破る形で4選へ向けて立候補に踏み切った上田が当選した。
2016年の第24回参議院議員通常選挙に民進党公認で埼玉県選挙区で再選。
2017年7月27日、民進党代表の蓮舫が、同月の東京都議会議員選挙の結果を受けて辞任を表明。蓮舫の辞任に伴う代表選挙（9月1日実施）では枝野幸男の推薦人に名を連ねた。
同年10月27日、民進党代表の前原誠司が、同月の衆院選で党を分裂させる形で戦う原因をつくったことについて陳謝し、引責辞任を正式に表明。前原の辞任に伴う代表選挙（10月31日実施）では大塚耕平の推薦人に名を連ねた。
2018年5月7日、民進党と希望の党の合流により結党された国民民主党に参加。
5月8日、国民民主党の財務局長に就任した。

### 埼玉県知事選挙に出馬へ
2019年6月5日、記者会見を開き、同年に実施が予定されている埼玉県知事選挙への立候補を表明。同月18日に国民民主党に離党届を提出し、26日に受理された。その後、第199回国会が召集された同年8月1日に参議院議員の辞職願を提出した。大野の辞職願提出がこの日になった理由として「参議院議員通常選挙中は議員の半数が欠ける状況となるので、（突発事態が発生した場合など）危機管理上問題があった」ためだったという。8月5日付で辞職が許可された。選挙戦では「上田県政の継承と発展」を前面に掲げて挑んでおり、前知事である上田清司も応援団長として協力した。8月25日の投開票の結果、自由民主党・公明党が推薦するスポーツライターの青島健太ら4候補を破り、初当選を果たした。選挙終盤まで接戦が報じられ、青島86万6021票に対し、大野92万3482万票と僅差での当選であった。なお上田は大野の辞職に伴う補欠選挙に立候補し当選、参議院議員に転出したが、大野が参院選の公示前に辞職した場合は第25回参議院選挙の際に埼玉県選挙区の定数を増員する形で合併選挙として行われていたため、参院転出は事実上不可能となっていた。
2019年8月31日、埼玉県知事に就任。
2023年8月6日に投開票が行われた埼玉県知事選挙で2期目となる再選を果たした。

## 政策・主張

### 参議院議員時代の政策・主張

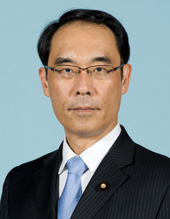
防衛大臣政務官就任に際して公表された肖像写真

- 憲法解釈の変更による集団的自衛権の行使に賛成しており、前原誠司が主宰する防衛研究会に参加した[33][34]。
- 選択的夫婦別姓制度の導入に賛成[35][36]。
- 2019年3月12日の参議院外交防衛委員会において、陸上自衛隊の個人携行救急品の不備について岩屋毅防衛大臣に質問した[37]。
- 京都アニメーションの火災に際し、同社の作成したアニメ「らき☆すた」の聖地鷲宮神社を訪れ絵馬を奉納。創作物の表現の自由について守っていくべきと発言した[38]。
- 受動喫煙防止を目的とした健康増進法改正について原則屋内禁煙に反対[39]。
  - 松原仁が発足した分煙推進議員連盟に所属し、法律案骨子に携わっていた[39]。2017年2月10日の会合においては、「外国では、屋内禁煙、屋外喫煙可がほとんどだが、日本には路上喫煙禁止条例があり、法案が通ると喫煙者はどこでタバコを吸えばいいのか」と質問した[40]。
  - 2017年に厚生労働省が発表した原則屋内禁煙の法案について、「モノが規制されていない中で、国民の権利を規制する今回のやり方には断固反対」と主張した[39]。

### 埼玉県知事としての公約・政策
- 2019年埼玉県知事選挙に立候補した際の公約には、埼玉高速鉄道の岩槻延伸、日暮里舎人ライナーや都営大江戸線、多摩都市モノレールなど東京都内が終点となっている路線を埼玉県まで延伸する「あと数マイルプロジェクト」、埼玉県警察本部の独立庁舎建設を掲げていた。
- 2019年埼玉県知事選挙に先駆けて行われた受動喫煙撲滅機構からの公開質問に対し、喫煙場所の明示や分煙の徹底に取り組むと回答しているが、埼玉県独自の受動喫煙防止条例の制定については「（隣接県と）規制に大きな違いが出てしまうことは望ましくない」との理由から、「国でシンプルなルールを定めるべき」として消極的な姿勢を見せている。また、日本初の屋内禁煙の法令である神奈川県の受動喫煙防止条例についても「県で条例を制定することの意欲は評価できる」と前置きをしながらも「条例ではなく法で制定すべき」と批判的に述べている[41]。

## 所属団体・議員連盟
- パチンコ・チェーンストア協会（政治分野アドバイザー[42]）
- 有志議員による建設職人の安全・地位向上推進議員連盟 （幹事[43]）
- たばこ産業政策議員連盟[44]
- 分煙推進議員連盟[39]
- 科学技術の会[44]
- 子供の未来を考える議員連盟[44]
- 活字文化議員連盟[44]
- 将棋文化振興議員連盟[44]
- アメリカンフットボール議員連盟[44]
- 武道議員連盟[44]
- 危機管理都市推進議員連盟[44]
- 北朝鮮に拉到された日本人を早期に救出するために行動する議員連盟[44]
- 税理士制度推進議員連盟[44]
- 歯科医療議員連盟[44]
- タクシー政策議員連盟[44]
- 中小企業推進議員連盟[44]
- 都市農業推進議員連盟[44]
- 土地家屋調査士制度推進議員連盟[44]
- トラック議員連盟[44]
- 日本鋳造産業振興議員連盟[44]
- 不動産団体議員連盟[44]

## 人物
- 趣味は、スポーツ全般（かつては、アメリカンフットボール、水泳、柔道に没頭）、音楽（高校時代は、ロックやフュージョンのバンドでベース）、落語、漫才、コメディ映画が好き。カラオケで歌うのはサザンオールスターズ、河島英五、チューリップ。読書（最近は専門に関係のある書籍ばかり）[4]。
- 座右の銘は「立国は公にあらず私なり」[4]。
- 2025年6月4日、「第44回ベスト・ファーザー イエローリボン賞」（政治部門）を受賞した[45]。

## 家族・親族

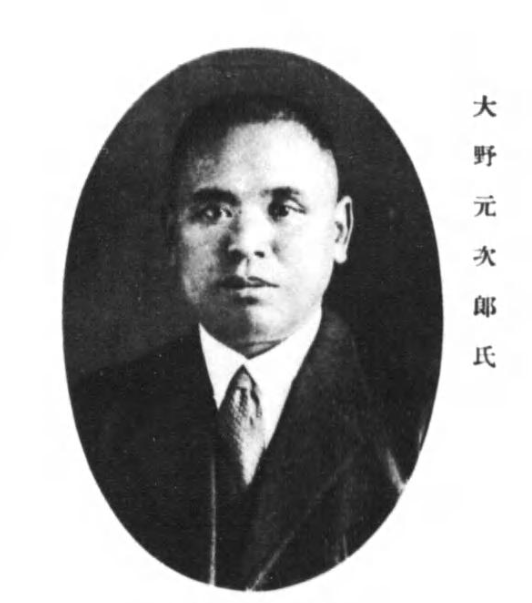
曽祖父・元次郎『川口市制三週年紀念写真帖』（1935年）より

家族は妻、子供3人。祖父は元川口市長の大野元美。曽祖父は元川口市会議員の大野元次郎。

## 出演
- NNNニュースプラス1（日本テレビ、2002年9月 - 2004年3月）
- 森永卓郎 朝はニッポン一番ノリ!（ニッポン放送、2005年4月 - 2006年3月、日替わりコメンテーター金曜日担当）
- 森永卓郎と垣花正の朝はニッポン一番ノリ!（ニッポン放送、2006年4月 - 2007年9月、同上）
- 上柳昌彦のお早うGoodDay!（ニッポン放送、2007年10月 - 2010年1月、同上）
- News Special 2019（テレビ埼玉、2019年12月25日、ゲスト出演）[46]
- 大野もとひろ SAITAMA+（NACK5、2023年11月5日 - 、パーソナリティ）[47]

## 著書

### 単著
- 『「今の中東」がわかる本――ベールに包まれた国々の「素顔」』（三笠書房［知的生き方文庫］、2007年）

### 共・編著
- 大野元裕・山内昌之『イラク戦争データブック――大量破壊兵器査察から主権移譲まで』（明石書店、2004年）
- 福田安志編『GCC諸国の石油と経済開発――石油経済の変化のなかで』（アジア経済研究所、1995年）
- 森本敏編『イラク戦争と自衛隊派遣』（東洋経済新報社、2004年）
- 立山良司編『「対テロ戦争」から世界を読む』（自由国民社、2005年）

### 監訳
- チャールズ・トリップ『イラクの歴史』（明石書店、2004年）